# キープ・スイート: 祈りと服従
『キープ・スイート: 祈りと服従』（キープスイート いのりとふくじゅう、Keep Sweet: Pray and Obey）は、Netflixが配信するアメリカ合衆国のドキュメンタリー作品である。
モルモン教の急進的な分派で、一夫多妻制を実践するFLDSの指導者となったウォレン・ジェフスを扱っている。